# Франкенштајн (Палатинат)
Франкенштајн (њем. Frankenstein) општина је у њемачкој савезној држави Рајна-Палатинат. Једно је од 50 општинских средишта округа Кајзерслаутерн. Према процјени из 2010. у општини је живјело 1.040 становника. Посједује регионалну шифру (AGS) 7335010.

## Географски и демографски подаци
Франкенштајн се налази у савезној држави Рајна-Палатинат у округу Кајзерслаутерн. Општина се налази на надморској висини од 242 метра. Површина општине износи 13,8 km². У самом мјесту је, према процјени из 2010. године, живјело 1.040 становника. Просјечна густина становништва износи 75 становника/km².

## Међународна сарадња
| Мјесто  | Држава               | Врста сарадње | Од    |
| ------- | -------------------- | ------------- | ----- |
| Тенбери | Уједињено Краљевство | партнерство   | 1966. |
|         | Француска            | партнерство   | 1968. |
|         | Француска            | партнерство   | 1968. |
|         | Француска            | партнерство   | 1968. |
| Извор   |                      |               |       |